# North Olmsted, Ohio
North Olmsted là một thành phố thuộc quận Cuyahoga, tiểu bang Ohio, Hoa Kỳ. Năm 2010, dân số của thành phố này là 32718 người.

## Dân số
- Dân số năm 2000: 34113 người.
- Dân số năm 2010: 32718 người.